# Île Drenec
Ne doit pas être confondu avec Île de Drénec.
L'île Drenec, est une petite île du golfe du Morbihan rattachée administrativement à la commune de l'Île-d'Arz. Il ne faut pas la confondre avec l'île de Drénec située dans l'archipel des Glénan.

## Toponymie
Drenec, du breton : Drenneg, issu de draen (drein au pluriel), épines, et signifiant L'Épinaie.